# Protisty
Protisty (łac. Protista) – jedno z pięciu królestw, wyróżnianych w ostatnich hierarchicznych systemach klasyfikacji organizmów (np. w podziałach Whittakera i Margulis oraz Cavaliera-Smitha). Obejmuje wszystkie jądrowce, które pozostały po wyłączeniu organizmów zaliczonych do monofiletycznych kladów zwierząt, roślin i grzybów.
Zgodnie z aktualną wiedzą należy tu zbiór taksonów o bardzo różnych powiązaniach filogenetycznych – cała grupa ma charakter polifiletyczny i parafiletyczny (sztuczny). Nie istnieje żadna zaawansowana ewolucyjnie cecha, która wyróżniałaby protisty od pozostałych eukariontów. Większość protistów to jednokomórkowce, zdarzają się też wielokomórkowce, a nawet organizmy zbliżone do tkankowego poziomu organizacji. Protisty można podzielić na podstawie sposobu odżywiania na autotroficznie, heterotroficzne oraz miksotroficzne.
Rozmnażają się przez podział komórki, czasem jednak spotyka się też rozród płciowy. Wielokomórkowce rozmnażają się za pomocą zarodników (zoospory).
Uważa się, że magazynujący glikogen i zaopatrzeni w wić przedstawiciele królestwa Protista byli przodkami zwierząt.
Protisty to prawdopodobnie najstarsze eukarionty, które pojawiły się w ewolucji ponad 1,5 miliarda lat temu. Według niektórych szacunków wykonanych metodą zegara molekularnego, wspólny przodek eukariontów, będący protistem, żył ok. 2,3 mld lat temu. Interpretacja skamieniałości jest problematyczna, gdyż w niektórych przypadkach sporne jest, czy są one pochodzenia eukariotycznego, czy prokariotycznego. Jedne z najstarszych skamieniałości, co do których eukariotycznego pochodzenia nie ma wątpliwości, pochodzą sprzed ok. 1,6 mld lat, a należą do taksonu Grypania spiralis. Jako Grypania opisywane są również skamieniałości starsze, ale mogą one być pochodzenia prokariotycznego. Ponadto Grypania spiralis była prawdopodobnie glonem, a więc nie we wszystkich systemach zaliczana byłaby do protistów. Nie jest również jasny status skamieniałości Gabonionta sprzed 2,1 mld lat, które mogą być szczątkami eukariontów, ale też tylko pseudoskamieniałościami.
| ← mln lat temuProtisty istnieją od ponad 1,5 mld lat |          |            |          |          |           |         |          |         |          |           |      |    |
| Prekambr←4,6 mld                                     | Kambr541 | Ordowik485 | Sylur443 | Dewon419 | Karbon359 | Perm299 | Trias252 | Jura201 | Kreda145 | Paleog.66 | Ng23 | Q2 |

## Budowa
Protisty to eukarionty, w większości jednokomórkowe, o zróżnicowanej budowie morfologicznej, o wielkości od 10 μm do kilku milimetrów. W budowie protista można zazwyczaj wyróżnić przód, tył, stronę grzbietową oraz brzuszną. Nie występują tu typowe tkanki. Można jednak wyróżnić w niektórych przypadkach części liściokształtne, łodygokształtne, a nawet korzeniokształtne.
Protisty wykształciły pellikulę, czyli błonę komórkową podścieloną tworami błoniastymi, wzmacniającymi całą konstrukcję. Jej dodatkową właściwością jest duża elastyczność, pozwalająca na poruszanie się ruchem ameboidalnym. Komórki protistów wypełnia cytoplazma, najczęściej podzielona na gęstszą zewnętrzną ektoplazmę oraz rzadszą, ulokowaną centralnie w komórce endoplazmę. W endoplazmie ulokowana jest większość organelli, wśród których należy wymienić: aparat Golgiego, lizosomy, wakuole. W komórce wykształciło się też jądro, mitochondria oraz plastydy.

## Sposoby poruszania się
Protisty mają różne „układy lokomocyjne” i poruszają się za pomocą pełzania, ruchów rzęsek i wici czy błonki falującej.
Pierwotniaki wykształciły różne organella ruchu, dzięki którym mogą poruszać się w celu odnajdywania pokarmu lub ucieczki przed niekorzystnymi warunkami środowiska. Są to:
- wić (flagellum), rzęska (cilium) – twory identyczne pod względem konstrukcji, różniące się jednak liczbą, wielkością oraz tym, że rzęski połączone są włókienkami pod warstwą błony komórkowej (pellikuli), co pozwala na skoordynowanie ich ruchów;
- nibynóżki (pseudopodia) – wykształcone u niektórych zarodziowców, ich działanie polega na przelewaniu cytoplazmy do różnych rejonów komórki, a co za tym idzie tworzenie uwypukleń czy wypustek komórki; pozwala to na przemieszczanie się ruchem ameboidalnym oraz na „oblewanie” ciała potencjalnej ofiary.

Mogą one również trwale osiadać na dnie zborników wodnych lub swobodnie unosić się w wodzie.
Rodzaj organelli ruchu stanowi jedno z głównych kryteriów podziału protistów na typy:
- wiciowce – o stałym kształcie ciała i jednej lub więcej wici;
- pełzaki – o zmiennym kształcie ciała i zdolności do wynicowania nibynóżek;
- słonecznice – o kulistym ciele i cienkich, promieniście rozchodzących się nibynóżkach;
- orzęski – o ciałach pokrytych równoległymi rzędami rzęsek;
- sporowce – całkowicie pozbawione narządów ruchu.

## Odżywianie
Protisty to organizmy heterotroficzne lub autotroficzne. Część protistów może się odżywiać na przemian autotroficznie i heterotroficznie (miksotrofizm).
Protisty autotroficzne przeprowadzają fotosyntezę za pomocą barwników fotosyntetycznych. Zaliczamy do nich głównie różne odmiany chlorofilu, fikobiliny (niebieskie), karoteny (pomarańczowy karoten i czerwony likopen) oraz ksantofile (żółte: fukoksantyna, luteina, flawoksantyna). Materiał zapasowy jest gromadzony pod postacią wielocukrów (glikogen, skrobia), mannitolu lub tłuszczów.
Ponieważ protisty to małe organizmy o względnie niskim tempie przemian i dużej powierzchni, wydalanie jest prowadzone w drodze dyfuzji. Woda i szkodliwe metabolity usuwane są bezpośrednio przez błonę z udziałem wodniczek tętniących, wyrzucających te substancje na zewnątrz organizmu.
Wyróżnia się dwa rodzaje odżywiania heterotroficznego:
Endocytoza, którą dzielimy na:
- fagocytozę;
- pinocytozę.

Wchłanianie pokarmu, które dzielimy na:
- osmozę;
- dyfuzję;
- dyfuzję wspomaganą;
- transport aktywny.

## Oddychanie
Protisty oddychają całą powierzchnią swojego ciała. Mogą żyć zarówno w środowiskach tlenowych, jak i beztlenowych (w niszach bogatych w substancje organiczne). Niektóre mogą zmieniać sposób oddychania z beztlenowego na tlenowy.

## Rozmnażanie
Protisty rozmnażają się:
- bezpłciowo – zazwyczaj polega to na podziale prostym komórki – powstają dwie komórki potomne o jednakowym podłożu genetycznym, co prowadzi do szybkiego zwiększenia liczby osobników danego gatunku. Protisty wielokomórkowe rozmnażają się poprzez zarodniki. Zasadniczą wadą jest brak zmienności genetycznej;
- płciowo – prowadzi to do powstawania nowych osobników o zmodyfikowanym materiale genetycznym. Nie dość, że gamety pochodzą od różnych osobników, to na dodatek podczas procesu rozmnażania dokonuje się ich „mieszanie”. U protistów rozmnażających się płciowo występuje przemiana faz jądrowych i przemiana pokoleń, występują różne cykle życiowe – haploidalny, diploidalny i haplodiploidalny z przemianą pokoleń.

Wśród protistów występują zarówno formy haploidalne, jak i diploidalne.
Wyróżnia się też proces płciowy – koniugację. Nie jest to rozmnażanie, tylko wymiana genów pomiędzy dwoma osobnikami, która prowadzi do rekombinacji genów.

## Zmysły, wrażliwość
Protisty zdolne są do odbioru bodźców zewnętrznych oraz reagowania na nie. Odbywa się to na zasadzie elektrycznej, dzięki polaryzacji błony komórkowej. Niektóre protisty wykształciły specyficzne organella do percepcji wrażeń świetlnych – jak np. czerwona plamka oczna (stigma). Inne natomiast reagują na zmiany prądów wody (reotaksja).

## Systematyka
Zgodnie ze współczesnym stanem wiedzy wszystkie eukarionty dzieli się na 6 lub 7 "supergrup" systematycznych, spośród których większość jest dziś uważana za grupy monofiletyczne. Oznacza to, że mogą być poprawnie uznawane za taksony we współczesnej systematyce organizmów żywych, w przeciwieństwie do tradycyjnie wydzielanych grup, takich jak np. protisty zwierzęce ("pierwotniaki") albo protisty roślinopodobne, które są tworami polifiletycznymi. Odpowiednikiem tego podziału dla królestwa zwierząt byłaby choćby niepoprawna, polifiletyczna grupa "zwierząt latających", do której należą poprawnie grupy monofiletyczne, takie jak nietoperze albo owady uskrzydlone.
Królestwo Protista obejmuje wszystkich przedstawicieli Eukaryota, którzy nie należą do królestwa zwierząt, roślin lub grzybów.
W popularnym systemie klasyfikacji (Adl et al.), którego uaktualnione wersje publikuje się co kilka lat, najczęściej wyróżniane są następujące supergrupy eukariontów:
- Excavata;
- Amoebozoa;
- Opisthokonta (tu m.in. królestwa zwierząt i grzybów);
- Archaeplastida (tu m.in. królestwo roślin);
- Rhizaria;
- Alveolata;
- Stramenopiles/Heterokonta.

W najnowszej wersji tej klasyfikacji supergrupa Excavata została uznana za niemonofiletyczną, co oznacza, że nie powinna być uważana za poprawny takson. Oprócz tego wydzielono kilka mniejszych "supergrup" oraz wprowadzono podział wszystkich eukariontów na dwie domeny: Amorphea i Diaphoretickes. Ostatecznie pełniejsza wersja tej klasyfikacji przedstawia się następująco (niektóre mniejsze grupy pominięto):
- Amorphea
  - "CRuMs"
  - Amoebozoa
  - Obazoa
    - Apusomonadida
    - Breviatea
    - Opisthokonta
      - Holozoa (w tym m.in.: Metazoa, czyli zwierzęta)
      - Nucletmycea (w tym m.in.: Fungi, czyli grzyby)
- Diaphoretickes
  - Cryptista (w tym: Cryptophyceae, czyli kryptomonady/kryptofity)
  - Haptista
    - Haptophyta (haptofity)
    - Centroplasthelida

  - Archaeplastida
    - Glaucophyta (glaukofity)
    - Rhodophyceae (krasnorosty)
    - Chloroplastida (w tym m.in.: ramienice, zielenice i rośliny)

  - Stramenopiles
    - Bigyra
      - Opalinata (opaliny)
      - Placidida
      - Bicosoecida
      - Sagenista
      - Labyrinthulomycetes (labiryntulorośla)

    - Gyrista
      - Hyphochytriales (skoczki akrokontyczne)
      - Peronosporomycetes (zakres zbliżony do lęgniowców)
      - Ochrophyta (w tym m.in. okrzemki, złotowiciowce, brunatnice)

  - Alveolata
    - Dinoflagellata (w tym: tobołki)
    - Apicomplexa (apikompleksy)
    - Ciliophora (orzęski)

  - Rhizaria
    - Cercozoa
    - Endomyxa (w tym m.in. plazmodioforowce)
    - Retaria
      - Foraminifera (otwornice)
      - Radiolaria (promienice)
- "Excavata" (mające formalnie status incertae sedis Eukarya)
  - Metamonada
  - Discoba
    - Jakobida
    - Heterolobosea ("heterolobozje")
    - Euglenozoa (w tym m.in.: eugleniny)

## Tradycyjny podział protistów

Filogeneza protistów i pozostałych tradycyjnych królestw według systemu Cavaliera-Smitha z 2013

Zwyczajowo dzieli się protisty na zwierzęce, roślinopodobne i grzybopodobne, nie są to jednak poprawne grupy taksonomiczne i we współczesnej systematyce biologicznej stosuje się podział opisany wyżej.

### Podział protistów zwierzęcych

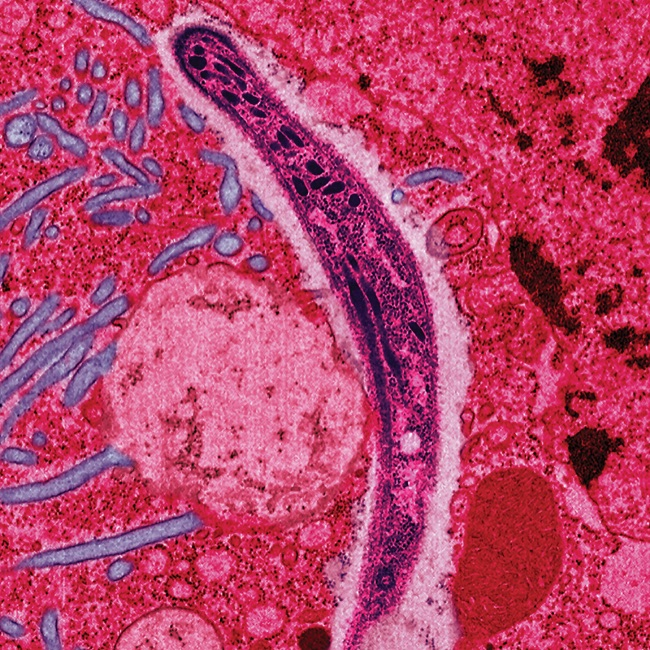
Zarodziec malaryczny

Protisty zwierzęce były na podstawie starej klasyfikacji zaliczane do królestwa zwierząt, wchodząc w skład typu pierwotniaki (Protozoa). Są to organizmy jednokomórkowe odżywiające się cudzożywnie na drodze fagocytozy, pasożytnicze lub drapieżne.
- Typ: Parabasalia
  - wiciowce nie posiadające mitochondriów. Czasem jedna z wici tworzy błonkę falującą
    - przykłady: rzęsistek
- Typ: Kinetoplastida (kinetoplastydy)
  - wiciowce z kinetoplastem, który przypomina mitochondrium. Może występować błonka falująca
    - przykłady: świdrowiec
- Typ: Choanoflagellata (wiciowce kołnierzykowe)
  - wiciowce z cytoplazmatycznym kołnierzykiem; wić z dodatkowym ciałkiem podstawowym (jak u zwierząt)
- Typ: Apicomplexa (syn. Sporozoa) (apikompleksy)
  - często pasożyty wewnątrzkomórkowe; skomplikowany cykl życiowy
    - przykłady: zarodziec malarii
- Typ (istnieją wątpliwości co do zasadności wyróżniania tego typu): Sarcodina (zarodziowce)
  - protista poruszające się z pomocą nibynóżek
    - przykłady: ameby, otwornice, promienice
- Typ: Ciliata (orzęski)
  - wolno żyjące lub symbiotyczne; dwa rodzaje jąder (makronukleus i mikronukleus) ; proces płciowy (koniugacja)
    - przykłady: pantofelek, wirczyk, didinium

### Podział protistów roślinnych

Euglena

Protisty roślinopodobne to jedno- lub wielokomórkowce, niekiedy na tkankowym poziomie organizacji.
Charakteryzują się autotrofizmem. Chloroplast może pochodzić z endosymbiozy wtórnej.
- Typ: Euglenophyta (eugleniny)
  - jednokomórkowe wiciowce, zbliżone do kinetoplastydów (patrz wyżej), czasem cudzożywne
    - przykłady: euglena
- Typ: Pyrrophyta (syn. Dinoflagellata) (tobołki (glony))
  - jednokomórkowe wiciowce, autotroficzne, heterotroficzne, wolnożyjące lub pasożytnicze
    - bruzdnice
- Typ: Chrysophyta (chryzofity)
  - jedno lub wielokomórkowe, niekiedy tkankowce
    - przykłady: złotowiciowce, okrzemki, różnowiciowce, brunatnice

### Podział protistów grzybopodobnych
Protisty grzybopodobne – kilka grup protistów zaliczanych kiedyś do grzybów, ale z nimi nie spokrewnionych. Wykazały to badania sekwencji DNA jednych i drugich.
- Typ: Myxomycota (śluzowce)
  - lądowe, odżywiają się martwą materią
    - przykład: śluzowiec
- Typ: Oomycota (lęgniowce)
  - wodne lub glebowe, saprofityczne lub pasożytnicze
    - przykład: fitoftora roztoczkowce